# پورنبا-کوتسنبه
پورنبا-کوتسنبه (به لهستانی:  Poręba-Kocęby) یک روستا در لهستان است که در گمینا برانگشچک واقع شده‌است. پورنبا-کوتسنبه ۴۴۰ نفر جمعیت دارد.